# Sébastien Delfosse
Sébastien Delfosse (Oupeye, província de Lieja, 29 de novembre de 1982) és un ciclista belga, professional des del 2008. Actualment corre a l'equip WB Veranclassic Aqua Protect. Del seu palmarès destaca la Volta a Colònia de 2013 i el Tour de Bretanya de 2015.

## Palmarès
- 2007
  - 1r a la Kattekoers
  - 1r a la Fletxa ardenesa
- 2013
  - 1r al Circuit de Valònia
  - 1r a la Volta a Colònia
- 2015
  - 1r al Tour de Bretanya
- 2017
  - 1r a La Drôme Classic